# Joseph Gomis
Joseph Gomis (Évreux, 2 luglio 1978) è un ex cestista e allenatore di pallacanestro francese.
È il padre di Marcus Gomis.

## Carriera
Ha vinto la Coppa Korać nel 2002.
Con la Francia ha disputato i Campionati mondiali del 2006 e i Campionati europei del 2007.

## Palmarès
- Campionato belga: 1

Spirou Charleroi: 2010-11
- Campionato francese: 1

Limoges CSP: 2013-14
- Match des Champions: 2

Limoges CSP: 2012
Nanterre: 2014
- Coppa Korać: 1

SLUC Nancy: 2001-02
- EuroChallenge: 1

Nanterre: 2014-15